# Малчугана
Малчугана (на английски: Little Boy, буквално малко момче) е кодовото име на урановата бомба, разработена от Армията на САЩ в рамките на Проекта „Манхатън“.
Това е първата атомна бомба в историята, която е използвана като оръжие. Хвърлена е над град Хирошима на 6 август 1945 година от американския бомбардировач B-29 „Енола Гей“ (с командир на екипажа – полковник Пол Тибетс).

## Характеристики
Теглото на бомбата е 4,4 t, дължината е 3 m, диаметър ѝ е 71 cm.
Бомбата съдържала 64 kg изключително скъп, обогатен до висока степен уран, от което количество само около 700 g (малко над 1%) непосредствено участва във верижната ядрена реакция (ядрата на останалите атоми уран остават незасегнати, тъй като по-голямата част от урановия заряд е разпръсната от взрива и не успява да участва в реакцията). Дефектът на масата (разликата в масите на участващите в ядрената реакция вещества преди и след реакцията) в хода на ядрената реакция възлиза на около 0,6 g, тоест, по формулата на Айнщайн {\displaystyle E=mc^{2},} 600 милиграма от масата са се превърнали в енергия, еквивалентна на енергията на взрив с мощност (по различни оценки) между 13 до 18 хиляди тона тротил. Всъщност, участвалият в реакцията уран се превръща в няколко форми на енергия, предимно кинетична, но също така и в топлина и лъчение.
Въпреки ниския „коефициент на полезно действие“ на бомбата, радиоактивното замърсяване от взрива е било малко, тъй като взривът е станал на 600 m над земята, а самият нереагирал уран е слабо радиоактивен в сравнение с продуктите от ядрената реакция.